# 第19軍団 (北軍)
南北戦争中の北軍第19軍団（XIX Corps）は、主にルイジアナ州、メキシコ湾岸で活動した軍団で、一部所属部隊はバージニア州のシェナンドー渓谷に派遣された。

## 歴史

### 設立
第19軍団は、北軍占領下のルイジアナ州およびテキサス州東部にあった部隊を統合して1862年12月14日に設立され、ナサニエル・バンクス少将のメキシコ湾岸軍の所属となった。当初は4個師団編成の軍団であり、総兵力は約36,000人であった。この時点でメキシコ湾岸軍は第19軍団のみで構成されており、実質的に両者は同一であった。

## ハドソン取手
1863年4月、第19軍団はビスランド砦の戦い（Battle of Fort Bisland）、アイリッシュベンドの戦い（Battle of Irish Bend）で、南軍リチャード・テイラー少将の西ルイジアナ軍に勝利した。続いて、4月27日からポートハドソンの包囲戦を開始した。ビックスバーグの包囲戦の敗北を知った南軍は7月9日に降伏し、北軍はミシシッピ川を完全に支配することとなった。第19軍団はまた、アメリカ合衆国黒人部隊（U.S. Colored Troops）を実戦に多く使用した最初の軍団であることでも知られている。特にハドソン砦における黒人部隊の貢献は、軍団長のバンクスから賞賛されている。

## レッド川方面作戦
1864年春、第19軍団はウィリアム・B・フランクリンを軍団長とし、悲惨な結果に終わったバンクスのレッド川方面作戦を開始した。フランクリンはマンスフィールドの戦いで負傷した。この失敗が目立ったため、第19軍団の内2個師団は、ウィリアム・エモリー（William H. Emory）に率いられて、ジュバル・アーリーと戦うフィリップ・シェリダンを支援するために、バージニア州のシェナンドー渓谷に送られた（1864年のバレー方面作戦を参照のこと）。これらの師団は、シェリダンの作戦における大きな戦闘には全て参加し、特にオペクォンの戦いでは戦死・戦傷2,000人の損害を出した（多くがクヴィア・グルーバー（Cuvier Grover）の師団の兵士であった）。

## ジョージア
その後、軍団はジョージア州サバンナに送られ、戦争終了までそこにあった。第19軍団は正式には1865年3月26日に解散している。しかしながら、ワシントンで5月に行われた大観閲式には参加しており、傘下の部隊の多くは、1866年までサバンナとルイジアナに留まった。

## 参考資料
- XIX Corps history